# Yun-ho Park
| 94400 Hongdaeyong | 25 settembre 2001 |
| 106817 Yubangtaek | 6 dicembre 2000   |

Yun-ho Park (in coreano 박윤호) (...) è un astronomo sudcoreano.
Il Minor Planet Center gli accredita le scoperte di due asteroidi, effettuate tra il 2000 e il 2001, in collaborazione con Young-Beom Jeon e Kyoung-Ja Choo.